# Bryopolia virescens
Bryopolia virescens är en fjärilsart som beskrevs av George Francis Hampson 1894. Bryopolia virescens ingår i släktet Bryopolia och familjen nattflyn. Inga underarter finns listade i Catalogue of Life.